# 비니시우스 지 모라이스

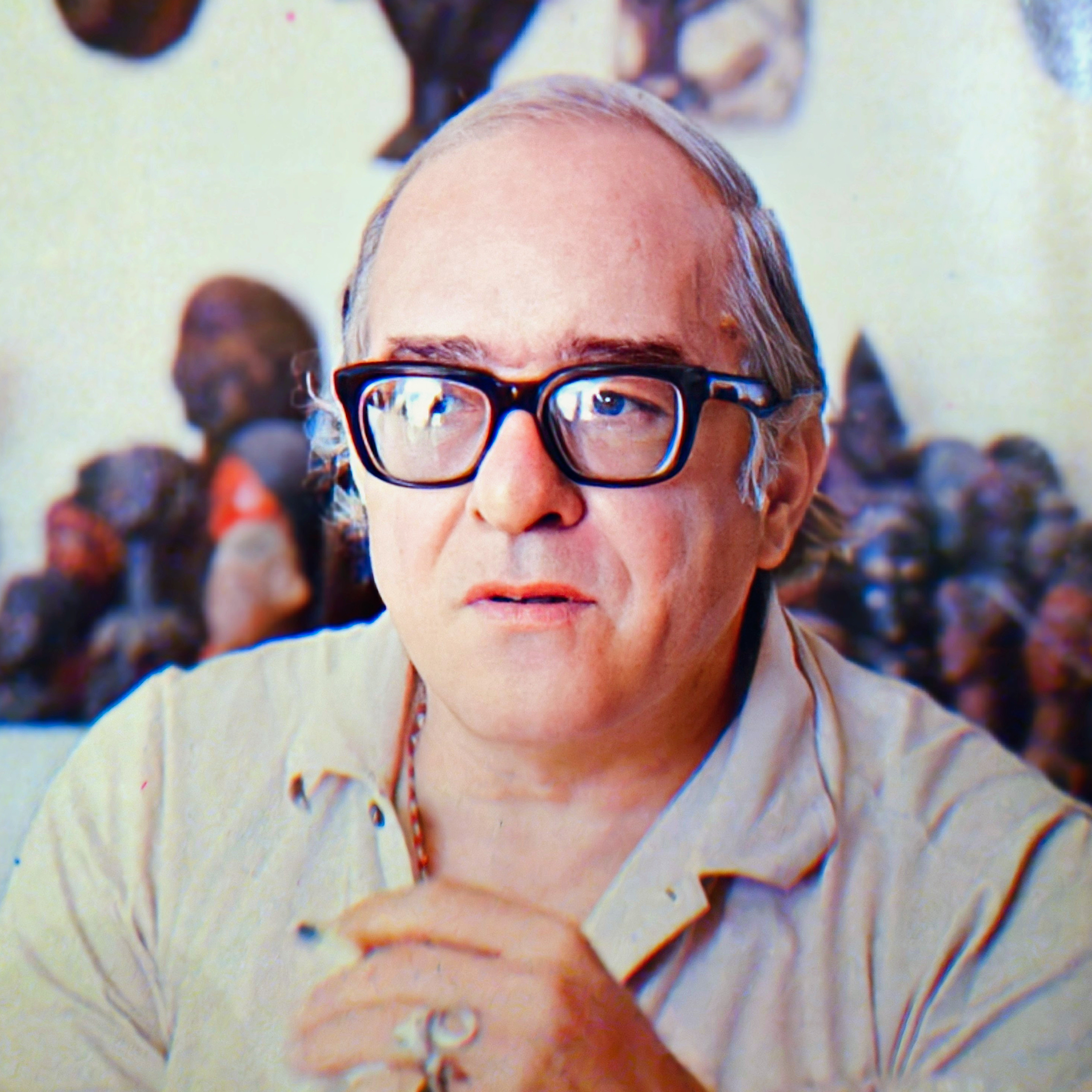
비니시우스 지 모라이스

마르쿠스 비니시우스 다 크루스 이 멜루 모라이스(브라질 포르투갈어: Marcus Vinicius da Cruz e Mello Moraes, 1913년 10월 19일 ~ 1980년 7월 9일)는 비니시우스 지 모라이스(브라질 포르투갈어: Vinicius de Moraes)라는 이름으로 널리 알려져 있는 브라질의 시인, 작가, 작사가, 작곡가, 외교관, 가수, 언론인이다. "작은 시인"이라는 뜻의 우 포에치냐(브라질 포르투갈어: O Poetinha)라는 필명을 쓰기도 했다.
1950년대 후반에 안토니우 카를루스 조빙 등과 함께 보사노바라는 대중 음악의 스타일을 만들어 낸 주역 중 한 사람이다. 1962년 조빙이 작곡하고 모라이스가 작사한 노래 《이파네마에서 온 소녀》는 세계적인 히트곡이 되었다. 세련된 시풍으로 보사노바의 가사의 방향성에 관한 지침을 발표했을 정도로 브라질의 대중 음악에 지대한 영향을 주었다는 평가를 받고 있다.

## 생애
리우데자네이루에서 공무원인 아버지와 주부인 어머니 사이에서 태어났다. 어린 시절부터 음악을 접한 환경에서 성장했다. 청년 시대에는 리우데자네이루 주립 대학교에서 법학, 사회과학을 전공하면서 시를 지었고 1933년에는 첫 문학 작품을 발표했다.
1936년에는 브라질 교육보건부에서 영화 검열 업무를 맡았으며 1938년에는 영국 문화원을 통해 영국 옥스퍼드 대학교로 유학했다. 1941년 브라질로 귀국하면서 브라질 정부 산하 금융 기관의 직원으로 일하는 한편 문예 활동이나 언론인으로서의 활동을 계속했다.
1943년 브라질 외무부 외교관 시험에 합격하면서 미국 로스앤젤레스 주재 브라질 영사관에서 근무했고 프랑스, 우루과이에서 외교관으로 근무했다. 시 창작, 비평 활동을 계속하면서 브라질 문학계에 널리 알려졌고 브라질 정부의 문화 진흥 활동에 나섰다. 1950년대 후반에는 유네스코 주재 브라질 대사로 근무했다.
1960년대 안토니우 카를루스 조빙을 만나면서 시인, 작곡가로 활동했다. 리우데자네이루의 청년 음악가들과 만나면서 새로운 스타일의 음악인 보사노바를 창조했다. 1962년에는 《이파네마에서 온 소녀》라는 노래를 발표했다.
1964년 브라질에서 일어난 군사 쿠데타로 인해 군사 정권이 출범하면서 좌파 성향이라는 이유로 외교 관련 요직에서 배척받았고 1969년에는 알코올 의존증이라는 표면상의 이유로 브라질 외무부에서 해고당하고 만다. 만년까지 음악 분야에서 활동을 계속했다. 2016년 리우데자네이루 하계 올림픽 마스코트인 비니시우스는 여기서 유래된 이름이다.